# Делейна
 Тази статия е за селото.  За едноименния язовир вижте Делейна (язовир).  
Делѐйна е село в Северозападна България. То се намира в община Брегово, област Видин.

## География
Село Делейна се намира на 25 км западно от град Видин и на 1,5 – 2 км от границата с Република Сърбия. Разположено е в хълмиста местност, на 148 м надморска височина. Селото се води към община Брегово, област Видин.

## История
Селото води началото си още от римско време, както и повечето села в област Видин. Споменава се за първи път под името Даляйна в турски данъчен регистър от 1560 г. По време на турското владичество селото се е намирало на 2 км на изток от сегашното си местонахождение. Било е опожарено от черкезите през 1876 г. Още преди Освобождението на България хората от Делейна се преместват 2 км на запад, за да са по-близо до минаващата оттам едноименна река. Според различни източници селото е кръстено на турчин с името Далий (на старотурски – конник).
В първите години на комунистическия режим в Делейна, както в повечето влашки села във Видинско, голямо влияние има Българският земеделски народен съюз – Никола Петков и на изборите през 1946 година опозицията печели убедително.
По време на Кулските събития през март 1951 година създаденото малко по-рано от комунистическия режим Трудово кооперативно земеделско стопанство е разтурено. Това става на 22 март, Младенци, когато в селото се провежда събор. Вълненията протичат както и в другите села в района – хората си връщат конфискуваните по-рано животни и инвентар от ТКЗС-то, след това те са отново иззети от властите, следват демонстрации и освирквания на комунистически функционери, последвани от арести и показни съдебни процеси. По това време 7 семейства (32 души) от селото са принудително изселени от комунистическия режим.
При последното преброяване на населението през 2010 г. се оказва, че жителите на селото са малко повече от 370 души. В селото освен български се говори и влашки език (предимно от по-възрастното население).

## Население
Преброяване на населението през 2011 г.
Численост и дял на етническите групи според преброяването на населението през 2011 г.:
|                     | Численост | Дял (в %) |
| Общо                | 273       | 100,00    |
| Българи             | 271       | 99,26     |
| Турци               | 0         | 0,00      |
| Цигани              | 0         | 0,00      |
| Други               | 0         | 0,00      |
| Не се самоопределят | 0         | 0,00      |
| Неотговорили        | 0         | 0,00      |

## Религия
В селото главната религия е християнството. Няма хора, изповядващи друга религия.

## Обществени институции
В с. Делейна има една църква, построена през 1869 г., основно училище „Кирил и Методий“+детска градина. (През 2002 г., поради недостиг на деца, училището и детската градина са закрити), читалище „Светлина“, основано през 1927 г.(в което има възможност за прожектиране на филми), кметство и фелдшерски кабинет.

## Културни и природни забележителности
На 1 км от селото се намира язовир Делейна – място за отмора, риболов и плаж. През селото минава и Делейнска река, която прогресивно пресъхва.
На 4 км от селото се намира Алботинския скален манастир (запазен още от древността) и прочутата „Хайдук чешма“. Районът на манастира и чешмата са обвити в легенди за заровени съкровища. В началото на 90-те години една от легендите се потвърждава, когато е намерено гърне със злато под една от плочите на чешмата.
В Делейна има 5 чешми с изворна вода, наименувани на местността, в която се намират – Новата чешма, Крина, чешмата на Мелницата, чешмата на Губи, чешмата на Бугарите.
На 6 май 2012 г. по инициатива на местния учител Здравко Дамянов/основател и първи директор на Математическата гимназия в гр. Видин от 1972 г. до 1984 г./ и активното съдействие на кметския наместник Людмил Якимов, в центъра на селото е издигнат внушителен паметник на 32-ма жители от селото, загинали през войните от 1912 до 1945 г.
През 2018г. двама ентусиасти - братовчедите инж. Любен Еремиев и Захари Костов - построиха край селото, по пътя за гр. Брегово, красива чешма и я нарекоха „Бялата чешма“. Впоследствие пак те, с помощта на съмишленици,изградиха около чешмата парк с беседка, барбекю, дървени скулптурни композиции, детска люлка. Паркът се превърна в любимо място за делейнчани и хора от общината за семейни и приятелски сбирки, отбелязване на ритуални празници - Йордановден, Трифон Зарезан, Великден и др.

## Редовни събития
Ежегодно през месец юни се провежда традиционния събор на селото. Първоначално това става на християнския празник Възнесение Господне, но в края на 40-те години комунистическият режим го фиксира на 18 юни, рождения ден на диктатора Георги Димитров. Главното тържество е на площада на селото под съпровод на духова музика, а след това купонът се пренася в едно от двете заведения в селото.
На всеки голям празник в салона на читалище „Светлина-1927 г.“ се изнасят развлекателни, танцови програми. Танцовият състав е от мъже, жени и деца от селото, носител е на много награди, присъдени в околността и в България. Най-голямо постижение е участието му на италианска сцена.

## Личности
- Георги Станков Станков (Даскала), роден през 1836 г. Народен представител в Четвъртото велико народно събрание през 1893 г., основал първото частно килийно училище в селото още през 1862 г. Неговият барелеф се постави в читалището през 2016 г.

## Кухня
Ястията са традиционно български.

### Цитирани източници
- Груев, Михаил. Преорани слогове. Колективизация и социална промяна в Българския северозапад 40-те – 50-те години на XX век.   София, Сиела, 2009. ISBN 978-954-28-0450-5.